# Port lotniczy Banmaw
Port lotniczy Banmaw – port lotniczy położony w Banmaw, w Mjanmie.